# Kweepeer
De kweepeer, kweeappel of kwee (Cydonia oblonga) is een struikachtige boomsoort uit de rozenfamilie (Rosaceae). De plant is nauw verwant aan de appel, de peer en de lijsterbes. De soort komt oorspronkelijk uit het gebied rondom de Kaspische Zee en de vrucht is algemeen bekend in veel landen, vooral in de zuidelijke landen van Europa en in Japan. De kwee bloeit in vergelijking met de appel en peer laat, namelijk van mei tot in juni. De vruchten, die groter zijn dan andere peren, worden in het najaar geoogst. De vrucht is in Nederland en België op sommige plaatsen te koop. Vroeger stond bij veel boerderijen een kweepeer.

## Naamgeving
De botanische naam van het geslacht Cydonia is afkomstig van de Minoïsche stad Kydonia, tegenwoordig Chania, die in het noordwesten van het eiland Kreta ligt, waar de boom nog steeds relatief veel voorkomt. De soortaanduiding oblonga betekent "langwerpig".
Het woord marmelade is ontleend aan de Portugese naam van de kweepeer, marmeleiro, marmelo.

## Gebruik
Kweeperen zijn rauw vrijwel niet te eten door het harde en zure vruchtvlees. Ook komen de looistoffen tannine en fenolen in het vruchtvlees voor. Daarnaast bevat de kweepeer veel steencellen, cellen met een harde wand. Kweeperen bevatten veel pectine en 10-14% suiker.
Kweeperen worden verwerkt tot compote, jam, marmelade, gelei, vruchtenpasta (in blokjes lijkend op snoepjes), taart, vruchtensap, thee, wijn en likeur. In de Arabische keuken wordt de vrucht ook gebruikt in hartige gerechten met vlees en groenten.
Specifieke rassen kweeperen worden als onderstam gebruikt voor het vermeerderen van peren via enten.

### Kweeperengelei

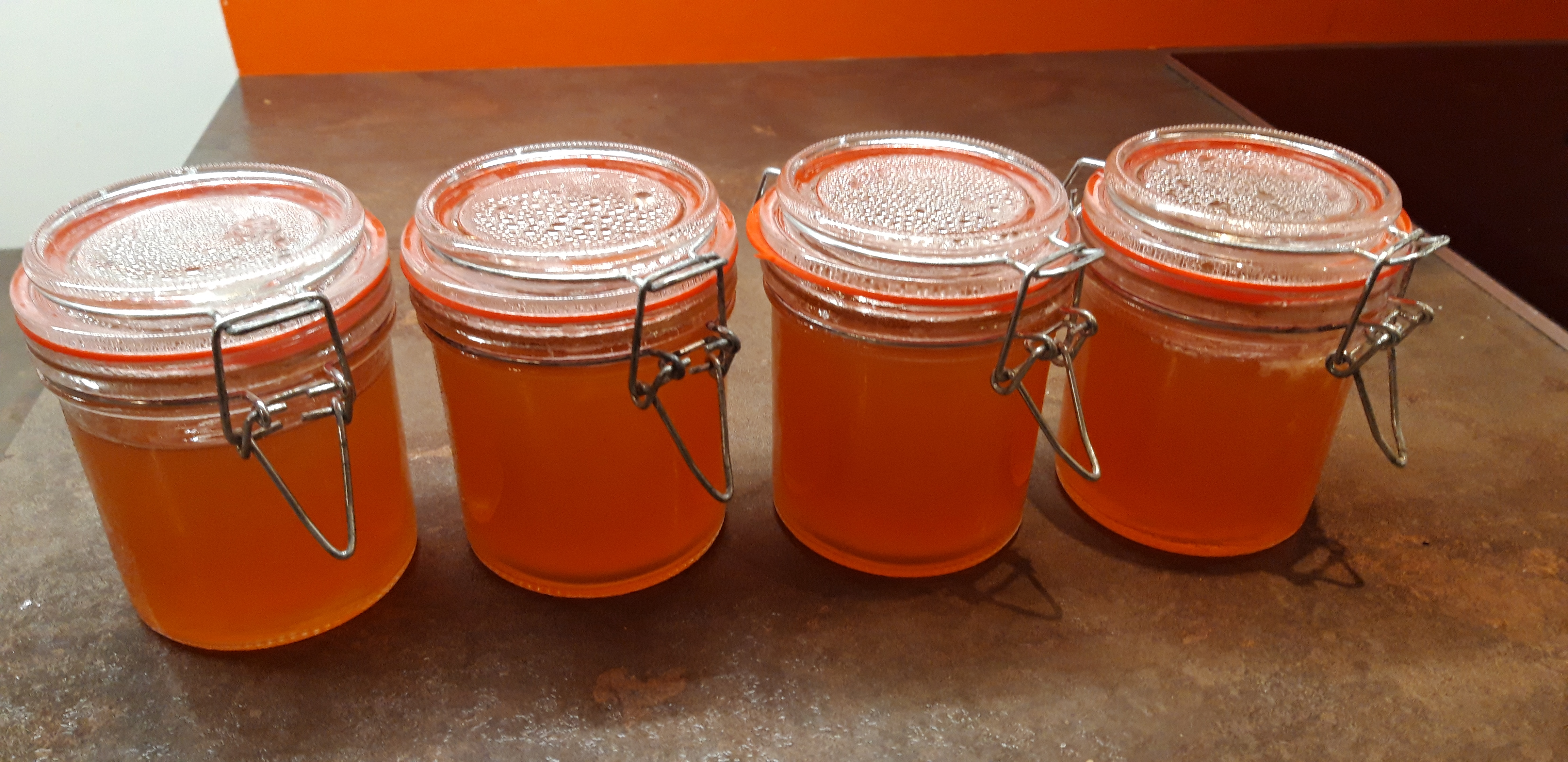
Kweeperengelei in wekpotten.

Kweeperengelei wordt gemaakt door de kweeperen in stukken te snijden en langdurig te koken, totdat de vruchten uit elkaar vallen. Daarna wordt de massa gezeefd en het vocht wordt verder ingedikt en gezoet met suiker. Door het langdurige koken krijgt het vocht een dieporanje kleur.

### Carne de membrillo

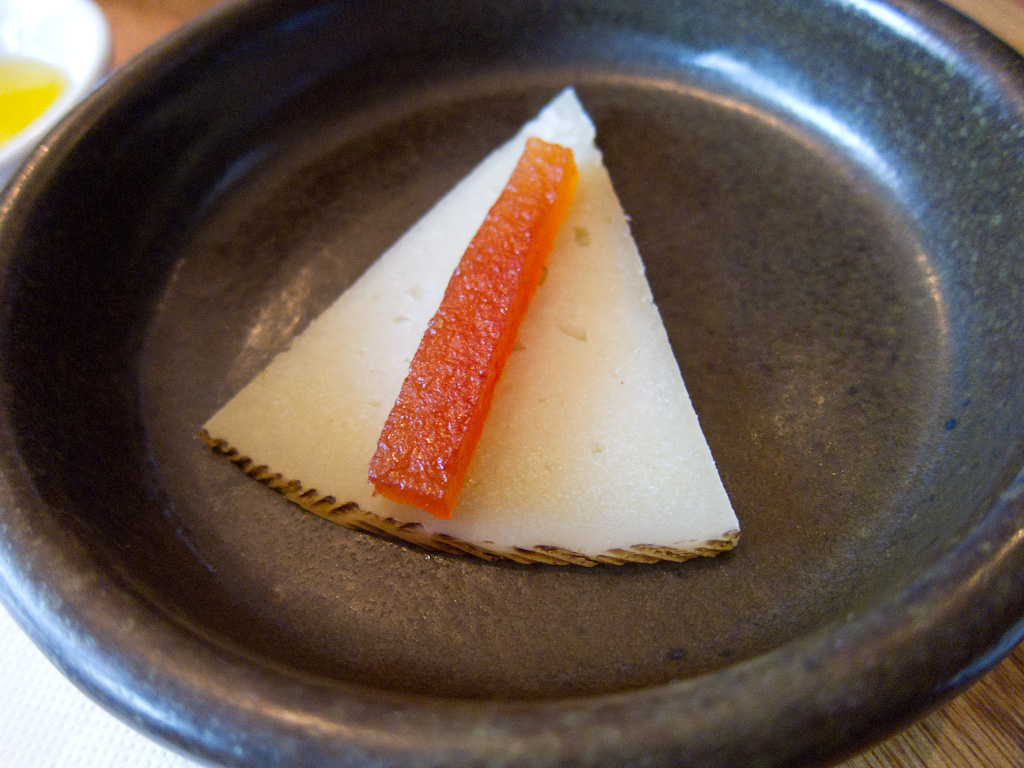
Manchego met een stukje dulce de membrillo.

Dit in Spanje gegeten product, ook wel dulce de membrillo genoemd (membrillo is het Spaanse woord voor kweepeer) wordt gemaakt van het gekookte, gepureerde en met eenzelfde hoeveelheid suiker gezoete vruchtvlees. Dit wordt zover ingedikt dat het vocht er vrijwel uit verdampt en stevig snoepgoed ontstaat. In Spanje wordt het traditioneel gegeten met de schapenkaas Manchego.

## Rassen
Er zijn twee vormen kwee, appel- en peervormig. De verschillende rassen hebben een iets andere smaak.
- C. oblonga Agvambari, peervormig
- C. oblonga Bourgeault, peervormig
- C. oblonga Ekmek, peervormig
- C. oblonga Leskovacka, appelvormig
- C. oblonga Ludovic, appelvormig
- C. oblonga Rea's Mammoth, peervormig
- C. oblonga Ronda, peervormig
- C. oblonga Sobu, peervormig
- C. oblonga Vranja, peervormig en geurend
- C. oblonga Champion, peervormig en geurend

... · 
Acaena (stekelnootje) · 
Adenostoma · 
Agrimonia (agrimonie) · 
Alchemilla (vrouwenmantel) · 
Amelanchier (krentenboompje) · 
Aphanes (leeuwenklauw) · 
Aronia (appelbes) · 
Aruncus · 
Comarum · 
Cotoneaster (dwergmispel) · 
Crataegus (meidoorn) · 
Cydonia (kweepeer) · 
Dryas · 
Eriobotrya · 
Filipendula (spirea) · 
Fragaria (aardbei) · 
Geum (nagelkruid) · 
Hagenia · 
Kerria (ranonkelstruik) · 
Malus (appel) · 
Mespilus · 
Potentilla (ganzerik) · 
Prunus · 
Pyracantha (vuurdoorn) · 
Pyrus (peer) · 
Rosa (roos) · 
Rubus (braam) · 
Sanguisorba (pimpernel) · 
Sorbaria · 
Sorbus (lijsterbes) · 
...